# Umskalstunneln

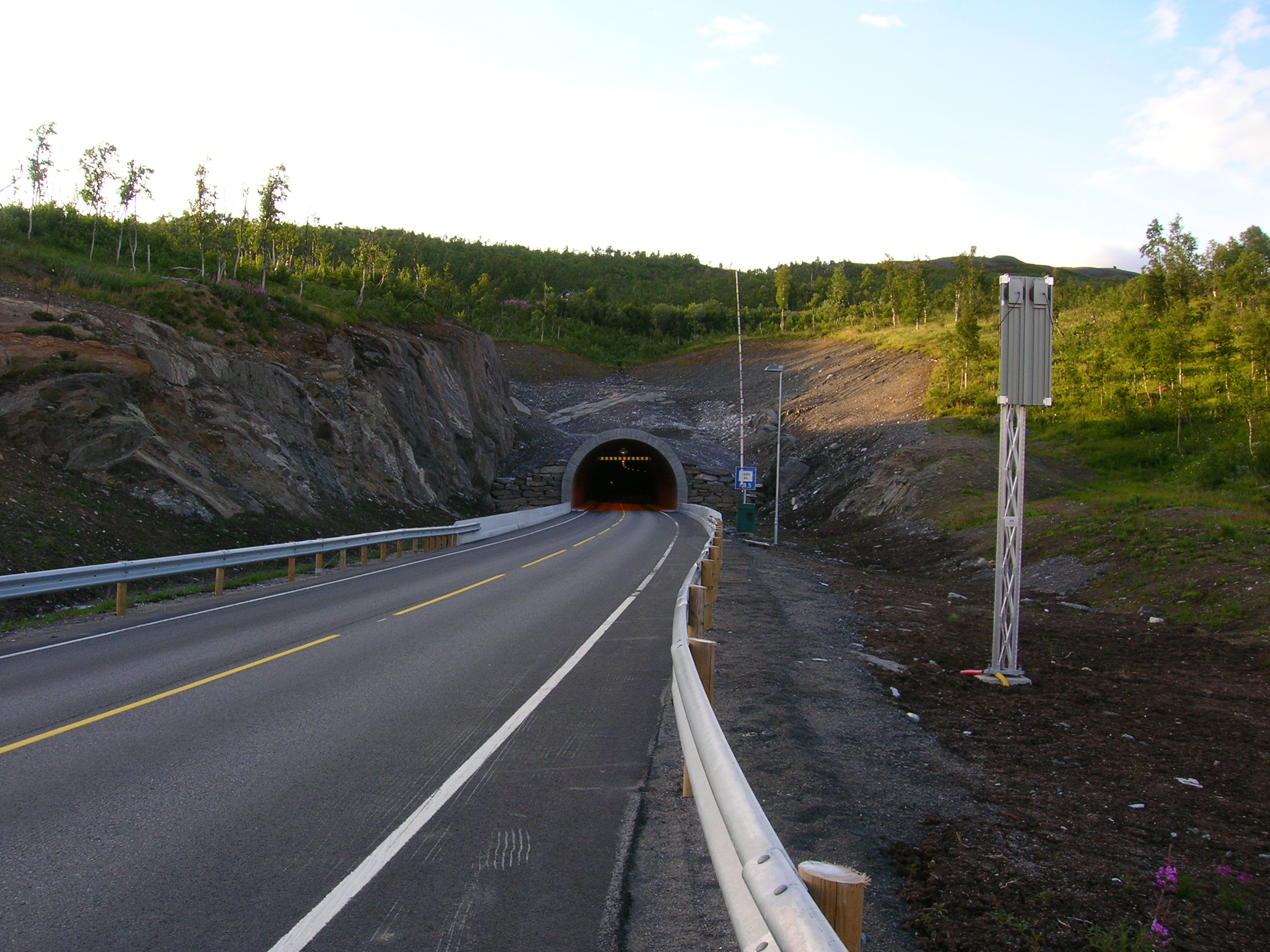
Umskalstunneln.

Umskalstunneln (norska: Umskartunnelen) är en vägtunnel som leder E12 genom Umskalet (no. Umskaret), ett fjäll på gränsen mellan Sverige och Norge. Tunneln är 3 670 meter lång och ligger i Rana kommun i Nordland fylke. Den östra öppningen ligger i Umbukta, cirka 3 kilometer från den svenska gränsen. Tunnelns högsta punkt är ca 600 m ö.h.. Tunneln byggdes för att ersätta ett mycket utsatt vägparti där man åtskilliga gånger varje vinter tvingades till kolonnkörning över kalfjället (där vägen nådde 652 m ö.h.), om vägen alls gick att hålla öppen. År 2005 var den gamla vägsträckan helt stängd 18 dagar, stängd nattetid 20 nätter och det rådde kolonnkörning 28 dagar.
Tunnelbyggandet startade juli 2004. Tunneln öppnade för allmänheten 31 oktober 2006. Under 2012 och 2013 stängdes tunneln ungefär april till oktober för  förbättringsarbeten, då den bland annat drabbats av tjälskott och vattenläckage.